# Cimetière de Kulosaari
Le cimetière de Kulosaari (finnois : Kulosaaren hautausmaa), aussi appelé cimetière de Leposaari (finnois : Leposaaren hautausmaa) occupe l'ile Leposaari.
Leposaari est une île du golfe de Finlande dans le quartier Kulosaari à Helsinki en Finlande.

## Présentation
L'île de Leposaari est relié à l'île Kulosaari par un remblai étroit.
Le cimetière de Kulosaari est le plus petit cimetière sous le contrôle de l'association paroissiale d'Helsinki.
Le cimetière de Kulosaari occupe une superficie d'environ deux hectares.
Le cimetière de Kulosaari compte un total de 842 tombes et fin novembre 2015, environ 1 730 personnes y étaient enterrées.

## Personnalités inhumées
- Jaakko Ahokas, professeur
- Tauno Alava, agent des chemins de fer
- Harald Andersén, compositeur
- Harald Andersin, architecte
- Pekka Anttila, réalisateur
- Pontus Artti, Diplomate
- Erik Berner, directeur général
- Otto Brunila, armateur
- Martin Brushane, batteur et trompettiste de jazz
- Ragnar Bäckman, capitaine
- Jaakko Enkovaara, PDG
- Einar Flinckenberg, architecte
- Allan Franck, médaillé olympique
- Allan Granfelt, homme d'affaires
- Helge Gyllenberg, professeur

- Gisela Gästrin, médecin émérite
- Magnus Haaksalo, général
- Niilo Hakkarainen, PDG
- Erik Heinrichs, général d'infanterie,
- Arne Helander, architecte
- Benjamin Helander, professeur,
- Uuno Hirvonen, écrivain
- Lightning Deer, éditeur et traducteur
- Herman Hortling, professeur
- Martti Ilveskorpi, influenceur
- Jarl Jaatinen, architecte
- Stig Jaatinen, professeur

- Pauli Jalassola, directeur général
- Kurt Jansson Secrétaire général adjoint de l'ONU
- Urho Jonkka, général de division
- Bertel Jung, architecte
- Felix Jungell, acteur et chanteur
- Kurt Jäger, producteur de films
- Kurt Kaira, ministre

- Hannes Kolehmainen, champion olympique

- Matti Korhonen, Gouverneur de la Banque de Finlande
- Kaarlo Koskimies, chancelier
- Anders Kramer, PDG
- Håkan Krogius, diplomate
- Lolo Krusius-Ahrenberg, professeur, historien
- Elo Kuosmanen, acteur et danseur
- Urho Kähönen, homme politique
- Launo Laakkonen, conseiller industriel,
- Adolf Lindfors, directeur du Théâtre National
- Armas Lindgren, architecte
- Olavi Linnamies, conseiller forestier
- UNE. K. Loimaranta, adjoint au maire d'Helsinki
- E. O. Mansukoski, PDG

- Ingvar S. Melin, homme politique
- Maria Melin, travailleuse
- Hjalmar Neovius, président de la Cour suprême
- Kuno Nevakari, professeur de médecine dentaire
- Armas Nissilä, Jaeger
- Eino Nivanka, chercheur littéraire, bibliothécaire
- Aarni Nyberg, membre de l'Académie des sciences
- Hannes Nylander, conseiller agricole, député
- Martti Paalanen, architecte
- Aarno Pajunen, conseiller commercial,
- Frans Pehkonen, président de la Cour suprême
- Kauko Pirinen, historien
- Uolevi Poppius, lieutenant-général
- Bruno Procopé, Conseiller Commercial
- Jaakko Rahola, recteur
- Aimo Reitala, historien de l'art

- Erkki Riimala, régisseur publicitaire,
- Tiina Rinne, actrice
- Hanna Rönnberg, peintre et auteur
- E. A. Saarimaa, professeur
- Iris Salin, artiste danseuse
- Antti Salmenlinna, architecte d'intérieur
- Heikki Salomaa, musicien,
- Ahti M. Salonen, homme politique
- Erkki Salonoja, conseiller commercial,
- Karl Sandelin, architecte
- Risto Sarvas, directeur
- Kurt Simberg, architecte
- Jorma Soiro, directeur général
- Arne Somersalo, lieutenant-colonel, député
- Kaarle Sorkio, ministre,
- Wolter Stenbäck, directeur
- Einar Stenij, professeur
- Esko Suhonen, architecte, professeur
- Pekka Suhonen, auteur
- Antti Suviranta, président de la Cour administrative suprême
- Bruno Suviranta, économiste,
- Timo Suviranta, basketteur
- Paavo Talvela, général d'infanterie
- Jukka Tammenoksa, PDG
- Aarne Tarasti, chef de cabinet

- Eeva Therman-Patau, chercheuse
- J. J. Tikkanen, historien de l'art
- Sakari Timonen, gynécologue,
- Ilmari Turja, auteur, journaliste
- Onni Turpeinen, pharmacien,
- Asko Vilkuna, professeur, ethnographe
- Gustav Vilka, académicien, ethnographe
- Armas Willamo, producteur de films
- Martti Vuorenjuuri, journaliste
- Leo Vuoristo, PDG
- Aarne I. Välikangas, adjoint au maire d'Helsinki

## Galerie

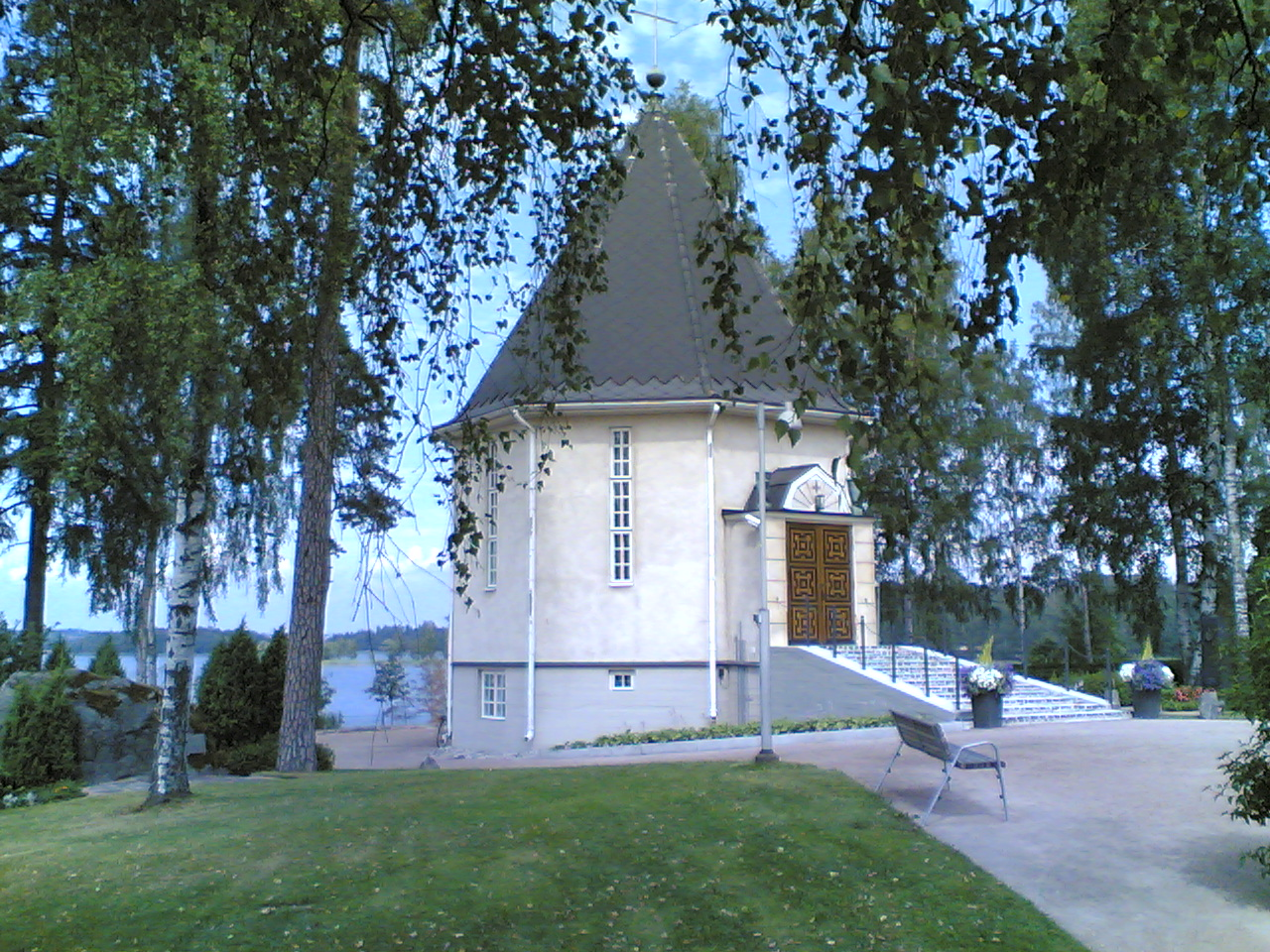
La chapelle funéraire, conçue par Armas Lindgren, 1927.
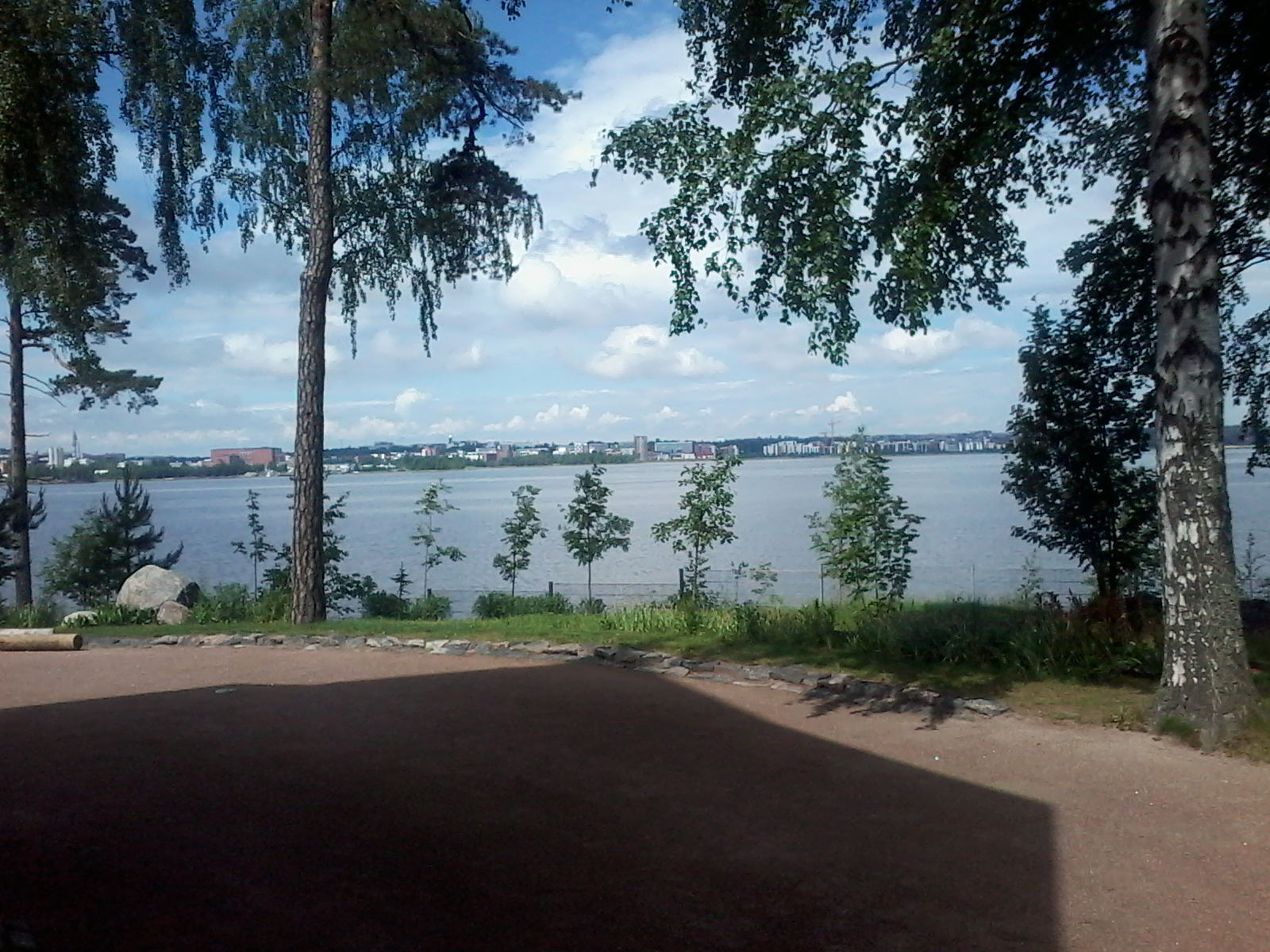
Vue vers le nord.
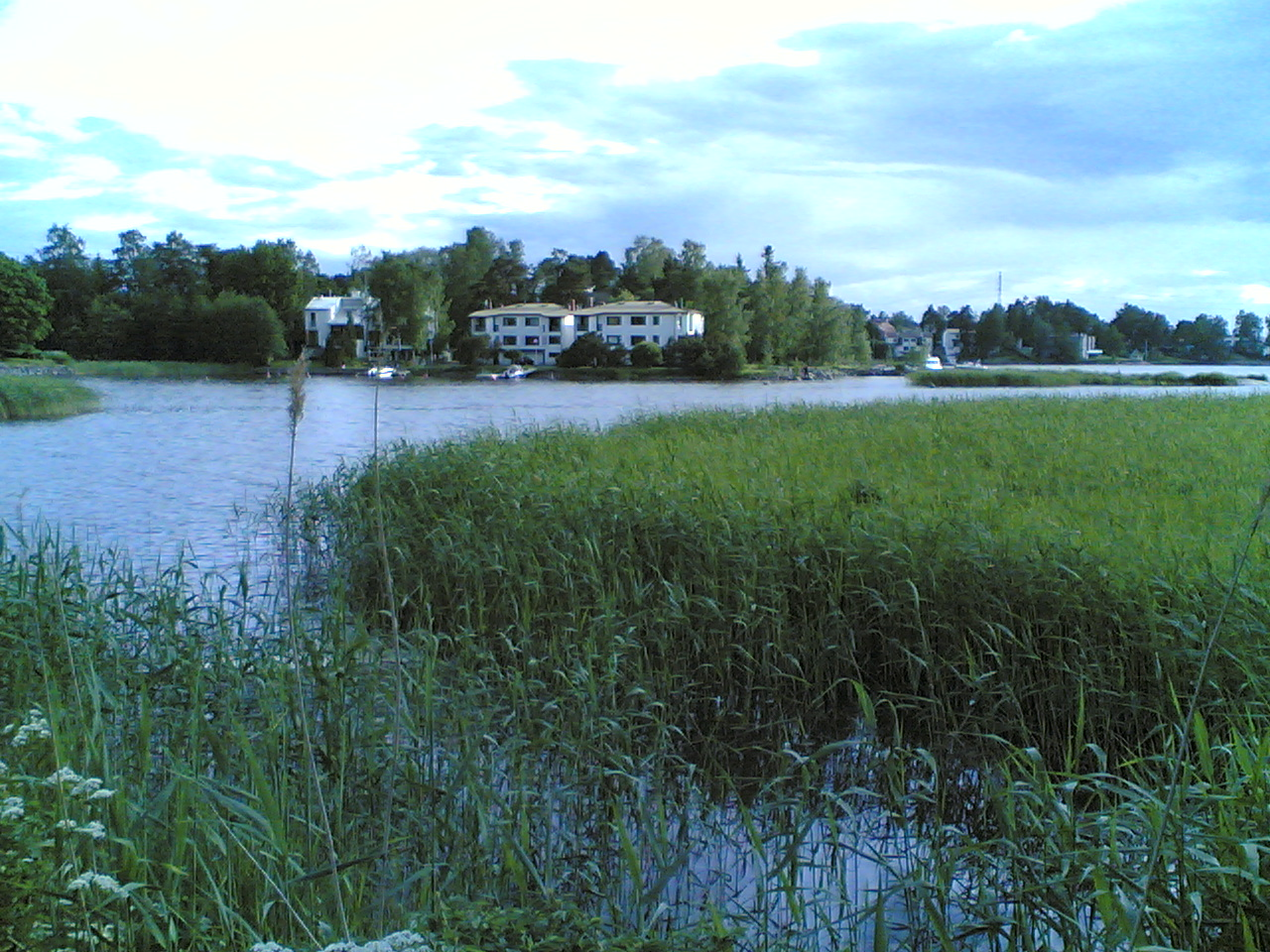
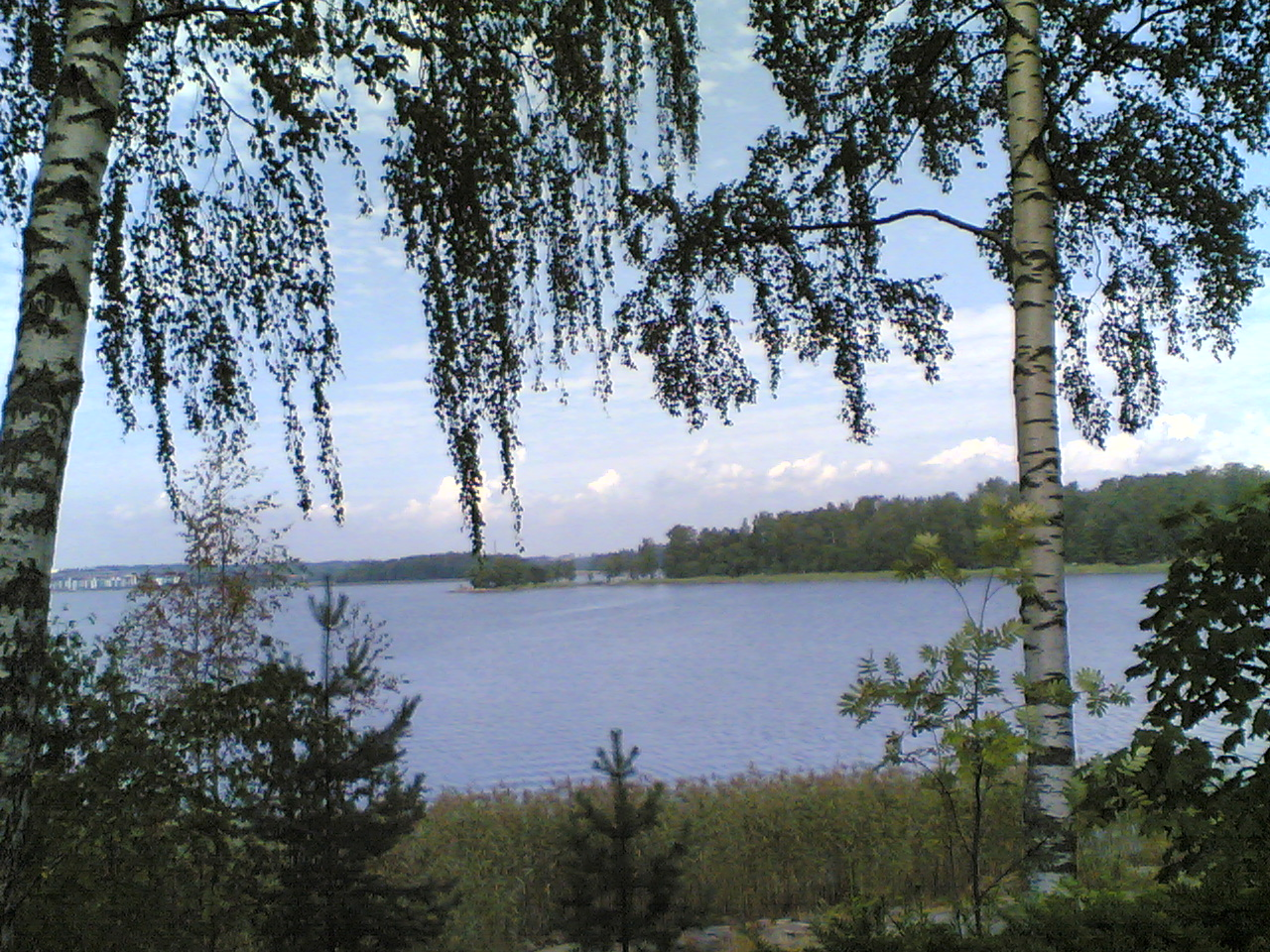